# Anamanaguchi
Anamanaguchi ist eine US-amerikanische Chiptune Indie-Band aus New York.

## Geschichte
Die Band Anamanaguchi wurde 2004 in New York gegründet. Bekannt sind sie dafür, sowohl auf der Bühne als auch bei Aufnahmen eine Nintendo-Videospielkonsole aus den 1980er Jahren (NES) zu verwenden. Jahrelang tourten sie in den USA und in Großbritannien und 2009 produzierten sie ihr erstes Album Dawn Metropolis, das sie kostenlos über ihre Website vertrieben.
2010 trat Spielehersteller Ubisoft an sie heran und beauftragte sie, den Soundtrack für Scott Pilgrim vs. The World: The Game, die Spieladaption des gleichnamigen Spielfilms, zu erstellen. Die Albumveröffentlichung war so erfolgreich, dass sie es bis auf Platz 3 der Heatseeker-Charts und auch in die offiziellen Albumcharts brachte.
Der Schlagzeuger Luke Silas tritt auch solo als Knife City auf.

## Diskografie
Alben
- 2006: Power Supply
- 2009: Dawn Metropolis (Eigenproduktion)
- 2010: Scott Pilgrim vs. the World: The Game - Original Videogame Soundtrack
- 2013: Endless Fantasy
- 2019: [USA]
- 2023: Scott Pilgrim Takes Off (Soundtrack from the Netflix Original Series)